# ديف لوغان (كاتب)
ديف لوغان (بالإنجليزية: Dave Logan)‏ هو كاتب أمريكي، ولد في 27 مارس 1968.

## وصلات خارجية
- الموقع الرسمي